# Kecamatan Cempakaputih
Kecamatan Cempakaputih är ett distrikt i Indonesien.   Det ligger i provinsen Jakarta, i den västra delen av landet. Huvudstaden Jakarta ligger i Kecamatan Cempakaputih.